# Головин, Дмитрий Борисович
Дмитрий Борисович Головин (11 сентября 1966) — советский и российский футболист, защитник, полузащитник.

## Биография
В первенстве СССР и России выступал во второй и второй низшей (1991) лигах за «Терек» Грозный (1984—1985, 1989), «Нарт» Черкесск (1990), «Дружбу» Будённовск (1991, 1993), «Автозапчасть» Баксан (1996—1997), «Фабус» Бронницы (1998—1999).
В сезонах 1993/94 — 1996 в чемпионате Белоруссии провёл 49 матчей, забил 6 голов за «Торпедо»/«Торпедо-Кадино» Могилёв.
В 2001 году за будённовскую «Жемчужину-Лукойл» в первенстве КФК в 22 играх забил два гола. Работал в команде главным тренером (2002, по июль), тренером (2004). В 2016 — главный тренер «Спартака» Будённовск.